# Peter De Ridder (politicus)
Peter De Ridder (Willebroek, 4 maart 1970) is een Belgisch syndicalist en politicus voor SP / sp.a / Vooruit.

## Levensloop
Hij doorliep zijn middelbare studies aan het Koninklijk Atheneum van Boom. Vervolgens studeerde hij van 1989 tot 1993 politieke wetenschappen aan de Vrije Universiteit Brussel (VUB). Van 1993 tot 1995 werkte hij als secretaris van de federatie Antwerpen van de VFSG, de seniorenwerking van de Socialistische Mutualiteiten.
In oktober 1994 werd hij voor het eerst verkozen tot gemeenteraadslid van Boom, waar hij van 2007 tot 2012 schepen van Wijkontwikkeling, Feestelijkheden, Sport, Recreatie, Ontwikkelingshulp, Internationale Samenwerking, Dienstverlening, Administratieve Organisatie en Vereenvoudiging en Informatica was. Nadien bleef hij nog tot in april 2023 in de gemeenteraad van Boom zetelen.
Bij de eerste rechtstreekse verkiezingen voor het Vlaams Parlement van 21 mei 1995 werd hij verkozen in de kieskring Antwerpen. Hij bleef Vlaams volksvertegenwoordiger tot juni 1999 en was er vast lid van de commissie Welzijn, Gezondheid en Gelijke Kansen. Na de tweede rechtstreekse verkiezingen voor het Vlaams Parlement van 13 juni 1999 volgde hij van eind januari 2001 tot juni 2004 Tuur Van Wallendael op als Vlaams volksvertegenwoordiger. In zijn tweede termijn als Vlaams Parlementslid was hij   Buitenlandse en Europese Aangelegenheden. In 2004 werd hij niet meer herkozen.
Van 1995 tot 2012 was De Ridder eveneens backstagecoördinator van het intercultureel festival Mano Mundo in Boom en van 2010 tot 2015 was hij coördinator van het overlegorgaan RESOC-Mechelen. Tevens stond hij in 2007 aan de wieg van Theater aan Twater, waarvan hij voorzitter werd, en in 2014 mede-oprichter van Ubuntu, waarvan hij afgevaardigd beheerder is.
Sinds oktober 2015 is hij werkzaam bij het ABVV Antwerpen als medewerker voor syndicale projecten..